# Keiji Shibazaki
Keiji Shibasaki (柴崎 恵次, Shibazaki Keiji) (9 de abril de 1894 – 25 de novembro de 1943) foi um oficial japonês comandante da guarnição militar da ilha de Betio, no atol de Tarawa, durante a batalha travada entre japoneses e norte-americanos em novembro de 1943, durante a II Guerra Mundial, conhecida como Batalha de Tarawa.

## Carreira
Contra-almirante da marinha imperial japonesa, Shibazaki chegou a Tarawa em setembro de 1943 para comandar uma tropa de cerca de 4 500 homens, formada por fuzileiros navais, soldados e engenheiros militares do exército japonês.
Ele era um veterano no comando de desembarques anfíbios na China, durante a Segunda Guerra Sino-Japonesa, e sabedor das dificuldades que enfrentavam este tipo de forças de ataque, reforçou e ampliou as defesas do atol, para defender o estratégico aeroporto construído na ilha. Ele ficou famoso por sua proclamação de que “seria necessário um milhão de homens e cem anos para conquistar Tarawa”.
Acredita-se que o almirante Shibazaki morreu no segundo dia da invasão da ilha, no meio da tarde de 21 de novembro de 1943, atingido junto com oficiais de seu estado-maior  pelo bombardeio naval dos destróieres americanos sobre a ilha, a meio caminho entre as praias de desembarque e um posto de comando no interior das linhas de defesa.